# Capitalismo de vigilancia
El capitalismo de vigilancia (en inglés: surveillance capitalism) es un concepto utilizado y popularizado desde 2013 por la socióloga Shoshana Zuboff en su libro La era del capitalismo de vigilancia que se refiere a la mercantilización de datos personales, es decir, en la transformación de información personal en una mercancía sujeta a la compraventa con fines de lucro.

## Contexto
Las presiones económicas del capitalismo impulsan la intensificación de la conexión y la vigilancia en línea, de forma que los espacios de vida social se están abriendo a la saturación por parte de actores corporativos dirigidos a la obtención de beneficios y/o a la regulación de la acción. Turow escribe, de forma pertinente, que «la centralidad del poder corporativo es una realidad directa en el mismo corazón de la era digital».: 17  El capitalismo se ha centrado en expandir la proporción de la vida social que está abierta a la recopilación y al procesamiento de datos. Esto puede tener importantes consecuencias para la vulnerabilidad y el control de la sociedad, así como para la privacidad. Sin embargo, la mayor recopilación de datos también puede tener ventajas para los individuos y para la sociedad, como la autooptimización (el yo cuantificado o quantified self), las optimizaciones societales (como en las ciudades inteligentes) y la creación y optimización de servicios (por ejemplo, a través de diversas aplicaciones web). Aun así, la recolección y el procesamiento de datos en el contexto de la motivación nuclear del capitalismo, la búsqueda de beneficio, puede presentar un peligro inherente. A raíz de la pandemia de COVID-19, la implementación de medidas de capitalismo de vigilancia para poder controlar a los trabajadores fueron mayores, en varios países existen leyes reguladoras de datos, que buscan proteger los datos personales de los usuarios. Sin embargo, existen varias ambigüedades que permiten el flujo y la venta de estos datos, que son un peligro para los usuarios. Igualmente varias empresas dedicadas a las redes sociales han usado estas brechas legales para la venta de datos.
Zuboff contrasta la producción en masa del capitalismo industrial con el capitalismo de vigilancia. Para ella, el primero es interdependiente con sus poblaciones que son sus consumidores y empleados, mientras que el segundo se alimenta de poblaciones dependientes que no son ni sus empleados ni sus consumidores y en gran medida desconocen sus procedimientos.
Zuboff observa que el capitalismo de vigilancia va más allá del terreno institucional convencional de la empresa privada, que no solo acumula activos y capital de vigilancia, sino también derechos, y que opera sin mecanismos de consentimiento significativos. La vigilancia ha ido cambiando las estructuras de poder en la economía de la información. Este fenómeno podría presentar un cambio en las estructuras de poder más allá del Estado-nación y hacia una forma de corporatocracia.[cita requerida]
Oliver Stone, director de la película Snowden, apuntó al videojuego basado en la ubicación Pokémon Go como la «última señal del fenómeno emergente del capitalismo de vigilancia».
En 2014, Vincent Mosco calificó de «capitalismo de vigilancia» a la comercialización de información sobre clientes y suscriptores a los anunciantes, tomando nota del Estado de vigilancia que se manifiesta junto a él. Para Christian Fuchs, existe una convergencia entre el Estado de vigilancia y el capitalismo de vigilancia. De forma similar, Zuboff advierte de que la situación se complica aún más debido a los acuerdos altamente opacos que se hacen con los aparatos de seguridad del Estado. Según Trebor Scholz, las empresas utilizan a las personas como informantes para este tipo de capitalismo.

## Teoría

### Shoshana Zuboff
En la teoría de Zuboff, el capitalismo de vigilancia es una nueva forma de mercado y una lógica específica de acumulación capitalista. En su ensayo de 2014, A Digital Declaration: Big Data as Surveillance Capitalism («Una declaración digital: el big data como capitalismo de vigilancia»), lo caracterizó como una «variante radicalmente desencajada y extractiva del capitalismo de la información» basado en la mercantilización de la «realidad» y su transformación en datos de comportamiento para su análisis y venta.
En otro artículo de 2015, Zuboff analizó las implicaciones sociales de esta mutación del capitalismo. Diferenció entre «activos de vigilancia», «capital de vigilancia» y «capitalismo de vigilancia» y su dependencia de una arquitectura global de mediación informática que denomina el «Gran Otro», una nueva expresión de poder, distribuida y en gran medida incontestada, que constituye mecanismos ocultos de extracción, mercantilización y control que amenaza valores fundamentales como la libertad, la democracia y la privacidad.
Según Zuboff, el capitalismo de vigilancia se inició con Google y más tarde Facebook, básicamente de la misma manera en que el capitalismo de producción en masa y de gestión se inició en Ford y General Motors un siglo antes, y se ha convertido en la actualidad en la forma dominante del capitalismo de la información.
En su conferencia en la Universidad de Oxford publicada en 2016, Zuboff identificó los mecanismos y las prácticas del capitalismo de vigilancia, incluida la fabricación de «productos de predicción» a la venta en los nuevos «mercados de futuros de comportamiento». Introdujo el concepto de desposesión por vigilancia» y argumentó que desafía las bases psicológicas y políticas de la autodeterminación, ya que concentra los derechos en el régimen de vigilancia. Esto se describe como un «golpe (de Estado) desde arriba».

#### Características principales
El libro de Shoshana Zuboff The Age of Surveillance Capitalism («La era del capitalismo de vigilancia») se publicó el 15 de enero de 2019. Es un análisis detallado del poder sin precedentes del capitalismo de vigilancia y la búsqueda por parte de empresas poderosas del poder para predecir y controlar nuestro comportamiento. Zuboff identifica cuatro características clave en la lógica del capitalismo de vigilancia y sigue de forma explícita las cuatro características clave identificadas por el economista jefe de Google, Hal Varian:
1. El impulso hacia una creciente extracción y análisis de datos.
2. El desarrollo de nuevas formas de contratos mediante la monitorización por ordenador y la automatización.
3. El deseo de personalizar y adecuar los servicios ofrecidos a los usuarios de plataformas digitales.
4. El uso de la infraestructura tecnológica para llevar a cabo experimentos continuos sobre sus usuarios y consumidores.

#### Análisis
Zuboff compara el acto de reclamar privacidad a los capitalistas de la vigilancia o movilizarse para que se ponga fin a la vigilancia comercial en Internet con reclamar a Henry Ford que se fabricara cada Modelo T a mano y afirma que tales exigencias son amenazas existenciales que violan los mecanismos básicos de la supervivencia de la entidad.
Zuboff advierte de que los principios de autodeterminación podrían desaparecer debido a «la ignorancia, la indefensión aprendida, la falta de atención, la inconveniencia, la habituación o la deriva», y afirma que «tendemos a depender de modelos mentales, vocabularios y herramientas destilados de catástrofes pasadas», en referencia a los regímenes totalitarios del siglo xx o las prácticas monopolísticas predatorias del capitalismo de la Edad Dorada, siendo las contramedidas desarrolladas para combatir esas amenazas anteriores insuficientes o incluso inapropiadas para hacer frente a los nuevos desafíos.
Asimismo, plantea la pregunta: «¿seremos los dueños de la información o seremos sus esclavos?», y declara que «si el futuro digital va a ser nuestro hogar, entonces somos nosotros quienes debemos hacer que así sea».
En su libro, Zuboff aborda las diferencias entre el capitalismo industrial y el capitalismo de vigilancia: el capitalismo industrial explotaba la naturaleza, mientras que el capitalismo de vigilancia explota la naturaleza humana.

#### Algoritmización
En apoyo a lo establecido por Zuboff, el autor José Antonio Estévez Araujo redacta una obra con el fin de analizar los cambios de algortimos en el mundo digital, y como empresas gigantes y otras más pequeñas que están los medios digitales recopilan millones y millones de datos de los usuarios, y esto logra clasificar a todos los usuarios, volviendo predecible al usuario frente al sistema, ya que este reconoce nuestras conductas. En su obra menciona cómo este tipo de prácticas nos pueden llevar a la creación y planteamiento de dilemas ético-políticos, entre ellos el uso de los algoritmos con fines de lucro, igualmente trata como el uso de las tecnologías provenientes de esta nueva era en la que el poder se puede resumir en la digitalización. 
Los temas tratados durante su obra quieren dar a entender cómo las diferentes formas en que la este sistema al que se refiere Zuboff maneja y controla todas las relaciones humanas a través del uso de programas, se cuestiona la neutralidad del uso de la tecnologías, así como hasta el gobierno mantiene vigilada a cada persona, mencionando que este control de personas solo se debería regular para aquellas personas que sean peligrosas o sospechosas, volviendo así a los dilemas político-éticos que se menciona al principio de su obra. Muestra los diferentes tipos de algoritmos y cómo estos son usados por las empresas, haciendo un análisis profundo de varias obras que ayudan a comprender mejor cómo funcionan estos y cómo son usados en la práctica.

### Foster and McChesney
El término «capitalismo de vigilancia» también ha sido empleado por los economistas políticos John Bellamy Foster y Robert W. McChesney, aunque con un significado diferente. En un artículo publicado en Monthly Review en 2014, lo aplican para describir la manifestación de la «necesidad insaciable de datos» de la financiarización, que explican como «la especulación del crecimiento a largo plazo de los activos financieros en relación con el PIB» introducida en los Estados Unidos por la industria y el gobierno en los años 1980, y que surgió del complejo militar-industrial y de la industria de la publicidad.

## Respuesta
En el nuevo marco del capitalismo de vigilancia, numerosas organizaciones han luchado por la libertad de expresión y por el derecho a la intimidad, y varios gobiernos nacionales han promulgado leyes de privacidad. También se puede concebir que las nuevas capacidades y usos de la vigilancia requieran de cambios estructurales hacia un nuevo sistema para evitar su uso indebido.[cita requerida]
En su conferencia The epic struggle of the internet of things («La lucha épica del internet de las cosas») de 2014 en el Instituto Strelka, Bruce Sterling explicó cómo los productos de consumo podían convertirse en objetos de vigilancia que rastrean la vida cotidiana de las personas, y destacó las alianzas entre empresas multinacionales que desarrollan sistemas de vigilancia basadas en el internet de las cosas que alimentan el capitalismo de vigilancia.
En 2015, la obra Unfit Bits de Tega Brain y Surya Mattu anima a los usuarios a subvertir los datos de actividad física recopilados por dispositivos de medición de Fitbit, por ejemplo, conectando el dispositivo a un metrónomo o a la rueda de una bicicleta. En 2018, Brain creó un proyecto junto con Sam Lavigne llamado New Organs («Órganos nuevos») que recopila historias de personas que están siendo monitorizadas online y offline.
El documental de 2019 El Gran Hackeo cuenta la historia de cómo la empresa Cambridge Analytica utilizó Facebook para manipular las elecciones presidenciales de Estados Unidos de 2016. El perfilado profundo de usuarios y de difusiones de noticias a través de algoritmos de caja negra fue presentado como la fuente principal del problema, lo cual también se menciona en el libro de Zuboff.El uso de datos personales para someter a individuos a categorización y posiblemente influenciarlos políticamente destaca cómo las personas pueden quedar sin voz ante el mal uso de datos. Esto resalta el papel crucial que el capitalismo de vigilancia puede tener en la injusticia social, ya que puede afectar todos los aspectos de la vida.